# Olga Alexandrowna Golowanowa
Olga Alexandrowna Golowanowa (russisch Ольга Александровна Голованова, englische Transkription Olga Golovanova; * 20. März 1981; verheiratete Olga Arkhangelskaya) ist eine russische Badmintonspielerin.

## Karriere
Olga Golowanowa nahm an den Badminton-Weltmeisterschaften 2009 und 2010 teil und war ebenfalls Teammitglied im Uber Cup 2010. 2008 siegte sie bei den Romanian International und den Hungarian International, 2009 bei den Hungarian International. Bei den Russia Open 2009 und den Kharkiv International 2009 wurde sie Zweite. Diesen Platz belegte sie auch 2010 bei den Cyprus International.

## Sportliche Erfolge
| Saison | Veranstaltung               | Disziplin   | Platz          | Name                                   |
| ------ | --------------------------- | ----------- | -------------- | -------------------------------------- |
| 2009   | Hungarian International     | Damendoppel | 1              | Olga Golowanowa / Tatjana Bibik        |
| 2011   | St. Petersburg White Nights | Damendoppel | 2              | Olga Golowanowa / Tatjana Bibik        |
| 2012   | Russia Open                 | Damendoppel | Halbfinalistin | Olga Golowanowa / Anastasia Panushkina |
| 2012   | Polish Open                 | Dameneinzel | Halbfinalistin | Olga Golowanowa                        |
| 2012   | Kharkiv International       | Dameneinzel | 2              | Olga Golowanowa                        |
| 2012   | Kharkiv International       | Damendoppel | Halbfinalistin | Olga Golowanowa / Anastasia Panushkina |
| 2012   | Hungarian International     | Dameneinzel | 2              | Olga Golowanowa                        |
| 2012   | Welsh International         | Dameneinzel | Halbfinalistin | Olga Golowanowa                        |
| 2013   | Slovenia International      | Dameneinzel | Halbfinalistin | Olga Golowanowa                        |
| 2013   | St. Petersburg White Nights | Dameneinzel | Halbfinalistin | Olga Golowanowa                        |
| 2013   | Estonian International      | Dameneinzel | Siegerin       | Olga Golowanowa                        |
| 2014   | Finnish International       | Dameneinzel | 1              | Olga Golowanowa                        |
| 2015   | Estonian International      | Dameneinzel | Siegerin       | Olga Golowanowa                        |